# Voyager (ausztrál együttes)
A Voyager egy ausztrál progresszív metal együttes, amely 1999-ben alakult Perth-ben. Ők képviselték Ausztráliát a 2023-as Eurovíziós Dalfesztiválon, Liverpoolban, a Promise című dallal.

## Történet
A Voyagert 1999-ben alapította a Nyugat-Ausztráliai Egyetemen Daniel Estrin, Mark Baker és Adam Lovkis. A banda felállása néhányszor változott, mielőtt 2003-ban felvették az Element V albumot Aidan Bartonnal a Sovereign Studiosban, Willettonban, Nyugat-Ausztráliában. Az Element V albumot 2003-ban adták ki Ausztráliában, amit a holland DVS Records kiadó is megvett, majd a következő évben kiadták Európában. A japán Woodbell/Experience kiadó ugyanabban az évben engedélyezte az albumot japán terjesztésre, és kiadta a Now and Forever című bónuszdallal együtt a szigetországban. A Voyager népszerűsége gyorsan nőtt az Element V európai megjelenését követően, melynek köszönhetően az együttes nyithatta meg Steve Vai koncertjét Perthben.
2006 elején a Voyager átszerződött a Sovereign stúdióhoz, hogy felvegye a uniVers-et. A Voyager videoklipet is forgatott a Sober dal rádiós változatához, és 2006-ban kiadta kislemezként. A zenekar 2006-ban a hollandiai ProgPower Europe Fesztiválon lépett fel, ahol pozitív visszhangot kaptak a koncertjüket követően. Ennek a fellépésnek köszönhetően a Voyager 2008-ban meghívást kapott a ProgPower UK-re. 2006 végén a Voyager a Nevermore-ral együtt lépett fel. 2007 elején a DVS Records bejelentette, hogy véglegesen bezárnak, így a Voyagernek nem maradt kiadója, hogy megjelentesse a uniVers című albumát, amelyet ekkor már teljes egészében rögzítettek.
2007 októberében a zenekar szerződést kötött a német Dockyard 1 Records kiadóval Hamburgban, amely világszerte kiadta a uniVers-t. 2008 januárjában az Amerikai Egyesült Államokban a Locomotive Records-on keresztül terjesztették az albumot. A uniVers világszerte pozitív elismerést kapott a kritikusok körében, a belga Mindview magazin a hónap albumának, a finn Imperiumi magazin pedig a hét albumának választotta. Az ausztrál Triple J 2007-es Full Metal Racket album listáján a hetedik lett a uniVers. A zenekart jelölték a MusicOz Awards Top 10-es mezőnyébe. A zenekar nem sokkal a uniVers megjelenését követően megvált Melissa Fiocco basszusgitárostól, ami nem volt ellentmondásmentes. Fioccót Alex Canion váltotta, aki akkor még csak 18 éves volt. Nem sokkal Canion első voyageres fellépése után a banda Sydney-be és Melbourne-be indult egy miniturnéra, hogy népszerűsítsék a uniVers-t.
2008 januárjában a Voyager a Nightwish-sel együtt lépett fel Perthben. Az együttes Toto-val tervezett ausztrál turnéja törölve lett 2008 márciusában, a Toto színpadtechnikai követelményei miatt. 2008 február végén a ProgPower UK-t is törölték a rossz jegyeladások miatt. A Voyager jelezte, hogy a koncert lemondásának ellenére folytatják az európai turnéjukat Dániában, Hollandiában, Németországban és Svájcban. A turnéjuk során felléptek a House of Lords zenekarral is a Ballroom Hamburgon.
2008 júniusában Mark De Vattimo gitáros kilépett a Voyagerből személyes és zenei nézeteltérések miatt. A Voyager 2009 augusztusában a Queensrÿche együttessel, 2009 szeptemberében pedig a svéd Deathstars-szal közösen lépett fel. Miután Adam Rounddal új dalokat rögzítettek a maylandsi Kingdom Studiosban, a Voyager kiadta az I Am the ReVolution című albumot 2009. szeptember 20-án a németországi Dockyard 1 Records és az ausztráliai Riot Entertainment révén. Az albumot azonnal elismerés fogadta a kritikusok részéről, beleértve a népszerű Vampster-t is, habár egyesek kifejezetten szkeptikusak voltak a banda erős dallamhatásaival és popos hangzásával kapcsolatban. Az albumot a romániai MetalFan weboldal a hét albumának választotta, a Total Existence Failure című dal pedig az Év dala díjat nyerte el a West Australian Music Industry Awards-on.
2011 októberében a banda kiadta a The Meaning of I című albumot. A Voyager egyik fellépését 2011. szeptember 11-én Brooklynban a Creation's End című műsorban is bejelentették. Miután visszatértek az Amerikai Egyesült Államokból, a Voyager a népszerű finn metal bandával, a Children of Bodommal turnézott.
2013 végén a Voyager közösségi finanszírozási kampányt indított az V című albumához, és bemutattak felvételeket az új dalok gyártás előtti felvételeiből. A kampány célját az indulástól számított három napon belül elérték. A Breaking Down volt az első kislemez erről az albumról. 2015 májusában a Voyager országos turnéra indult, a Klone francia progresszív rock együttes támogatásával. Szeptemberben tértek vissza Észak-Amerikába a US ProgPower eseményre és egy országos turnéra.
A Ghost Mile című hatodik stúdióalbumuk 2017. május 12-én jelent meg. 2018. szeptember 21-én a Voyager fellépett az Indigo at The O2-ben, Londonban, az Európai Űrügynökség Space Rocks kiállításának részeként, lehetőséget adva nekik, hogy eljátsszák a következő albumról a Colours és a Brightstar című dalokat.
Az együttes 2020-ban a Runaway című dalával jelentkezett a Eurovision: Australia Decides című nemzeti válogatóműsorba, de végül nem választották ki őket a döntőben részt vevő tíz fellépő közé. Két évvel később Dreamer című dalukkal bejutottak a Eurovision: Australia Decides élő műsorába, ahol ugyan megnyerték a közönségszavazást, de összesítésben a második helyen végeztek, így nem ők képviselhették Ausztráliát a 2022-es Eurovíziós Dalfesztiválon. 2023. február 21-én az ausztrál SBS bejelentette, hogy az együttes képviseli az országot az Eurovíziós Dalfesztiválon Liverpoolban. A Promise című dalukat a videóklippel együtt ekkor mutatták be a dalfesztivál hivatalos YouTube-csatornáján. Versenydalukat először a május 11-én rendezendő második elődöntőben adták elő. Itt az első helyen jutottak tovább a két nappal később rendezett döntőbe, ahol végül összesítésben a kilencedik helyezettek lettek.

## Tagok
- Daniel Estrin
- Simone Dow
- Scott Kay
- Ashley Doodkorte
- Alex Canion

### Korábbi tagok
- Mark Boeijen (2005–2011)
- Chris Hanssen (2009–2010)
- Mark De Vattimo (1999–2008)
- Melissa Fiocco (2003–2007)
- Geoff Callaghan (2000–2006)
- Emanuel Rudnicki (2000–2006)
- Jennah Greaig (2001–2003)
- Mark Baker (1999–2000)
- Adam Lovkis (1999–2000)

## Diszkográfia

### Albumok
- Element V	(2003)
- UniVers (2007)
- I Am the ReVolution (2009)
- The Meaning of I (2011)
- V (2013)
- Ghost Mile (2017)
- Colours in the Sun (2019)
- Fearless in Love (2023)